# أكبر أباد (سررود الجنوبي)
اکبر أباد (بالفارسية: اکبرآباد) هي قرية تقع في إيران في قسم سررود الجنوبي الريفي. يقدر عدد سكانها بـ 2,156 نسمة .